# Mexotis galeottii
Mexotis galeottii là một loài thực vật có hoa trong họ Thiến thảo. Loài này được (M.Martens) Terrell & H.Rob. mô tả khoa học đầu tiên năm 2009.